# Mimudea chalcochlora
Mimudea chalcochlora is een vlinder van de familie van de grasmotten (Crambidae), uit de onderfamilie van de Spilomelinae. De wetenschappelijke naam van deze soort is voor het eerst voorgesteld als Xenophasma chalcochlora door George Francis Hampson in een publicatie uit 1916.
De soort komt voor in Colombia.